# Yūshō

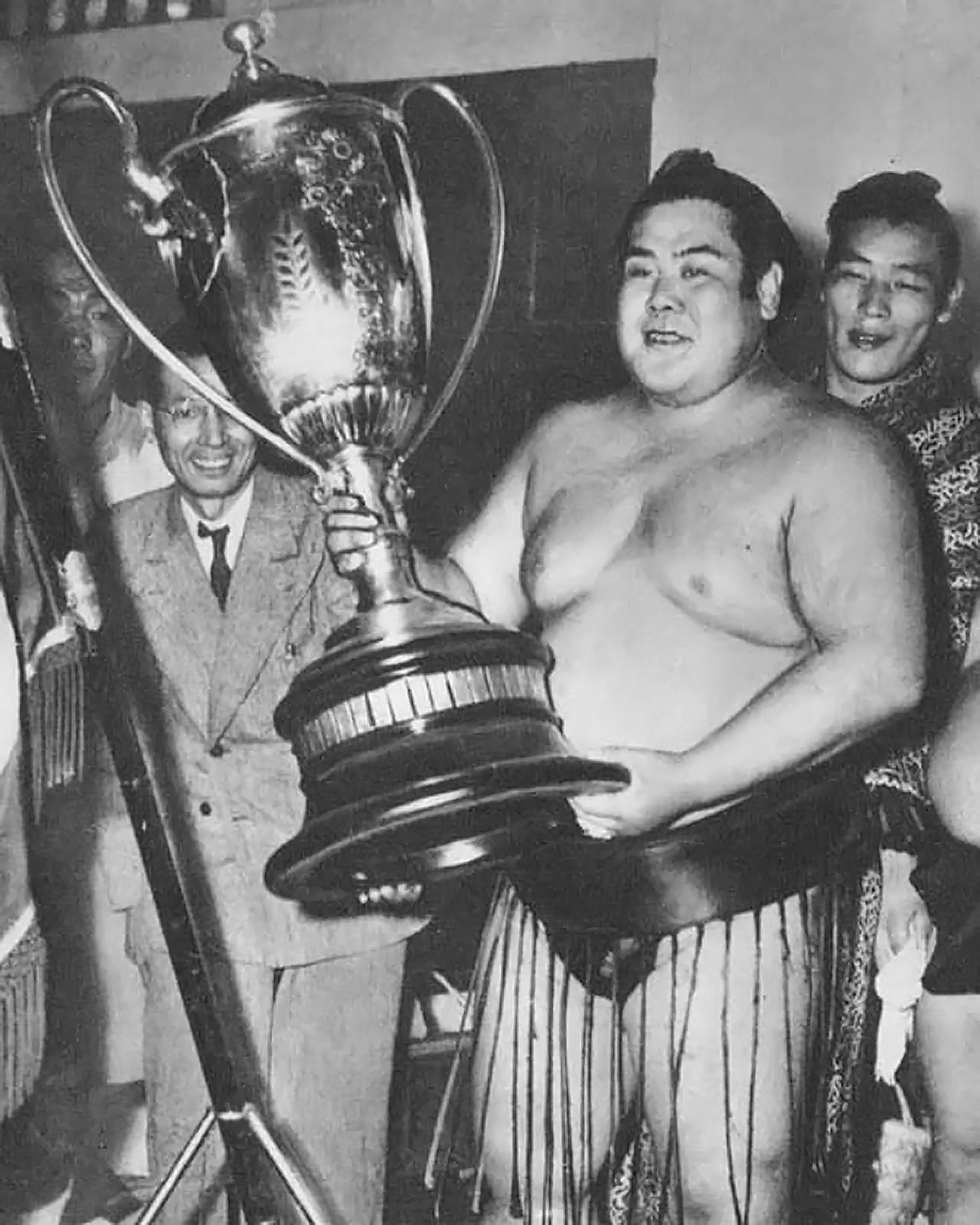
El yokozuna Azumafuji Kin'ichi al haber obtenido el yūshō durante el torneo de verano de 1950. En sus manos sostiene la Copa del Emperador.

Un yūshō (優勝, victoria, campeonato) es el término japonés utilizado para referirse a una victoria de campeonato en el sumo profesional.
Este es otorgado en cada uno de los seis torneos anuales oficiales de sumo (honbasho), al luchador que haya obtenido la mayor cantidad de victorias en los combates. Los yūshō son otorgados en todas las divisiones del sumo profesional. Actualmente, el premio monetario para una victoria de campeonato en la división más alta (makuuchi) es de ¥10 millones de yenes, mientras que para la división más baja (jonokuchi) el premio es de 100 mil yenes. Los finalistas son referidos por el término jun-yūshō.
Sorprendentemente, considerando que la mayoría del interés en los torneos hoy en día se centra al rededor de quien será el que obtenga el yūshō, el concepto de otorgar un premio para reconocer el rendimiento individual de un luchador es relativamente reciente. Varios luchadores legendarios como Tanikaze y Raiden son reconocidos hoy en día por el público como los que más han ganado campeonatos, sin embargo, estos registros no son oficiales y no son más que récords personales de ellos.
La idea del yūshō individual ha evolucionado gradualmente, y ha pasado de los días en que los luchadores simplemente recogían el dinero en efectivo que los espectadores arrojaban al ring después de una victoria emocionante (común en el período Edo), a los luchadores recibiendo premios y trofeos de parte de patrocinadores privados con el objetivo de reconocer su rendimiento durante un torneo (comienzos de la era Meiji). Al principio, los trofeos solo eran otorgados cuando los luchadores alcanzaban un registro de combates invicto, pero dado que los resultados podían ser impredecibles debido a los empates, faltas de decisión, y ausencias, varios luchadores podían ser elegibles para recibir un trofeo, volviéndose innecesario que tuviesen un registro invicto.
En enero de 1900, el sistema reconocido hoy en día empezó a tomar forma cuando el periódico Mainichi Shimbun de Osaka anunció que otorgaría un keshō-mawashi decorativo como premio, ya sea por un registro invicto o por la menor cantidad de derrotas, y en el caso de un empate, al luchador que haya derrotado a la mayor cantidad de oponentes de alto rango. Por consiguiente, el principio de un campeón individual fue establecido oficialmente. La victoria de Takamiyama Torinosuke en junio de 1909 fue la primera en ser declarada como un yūshō, y el sistema fue reconocido formalmente por la Asociación Japonesa de Sumo en 1926 cuando las organizaciones de Tokio y Osaka se fusionaron.

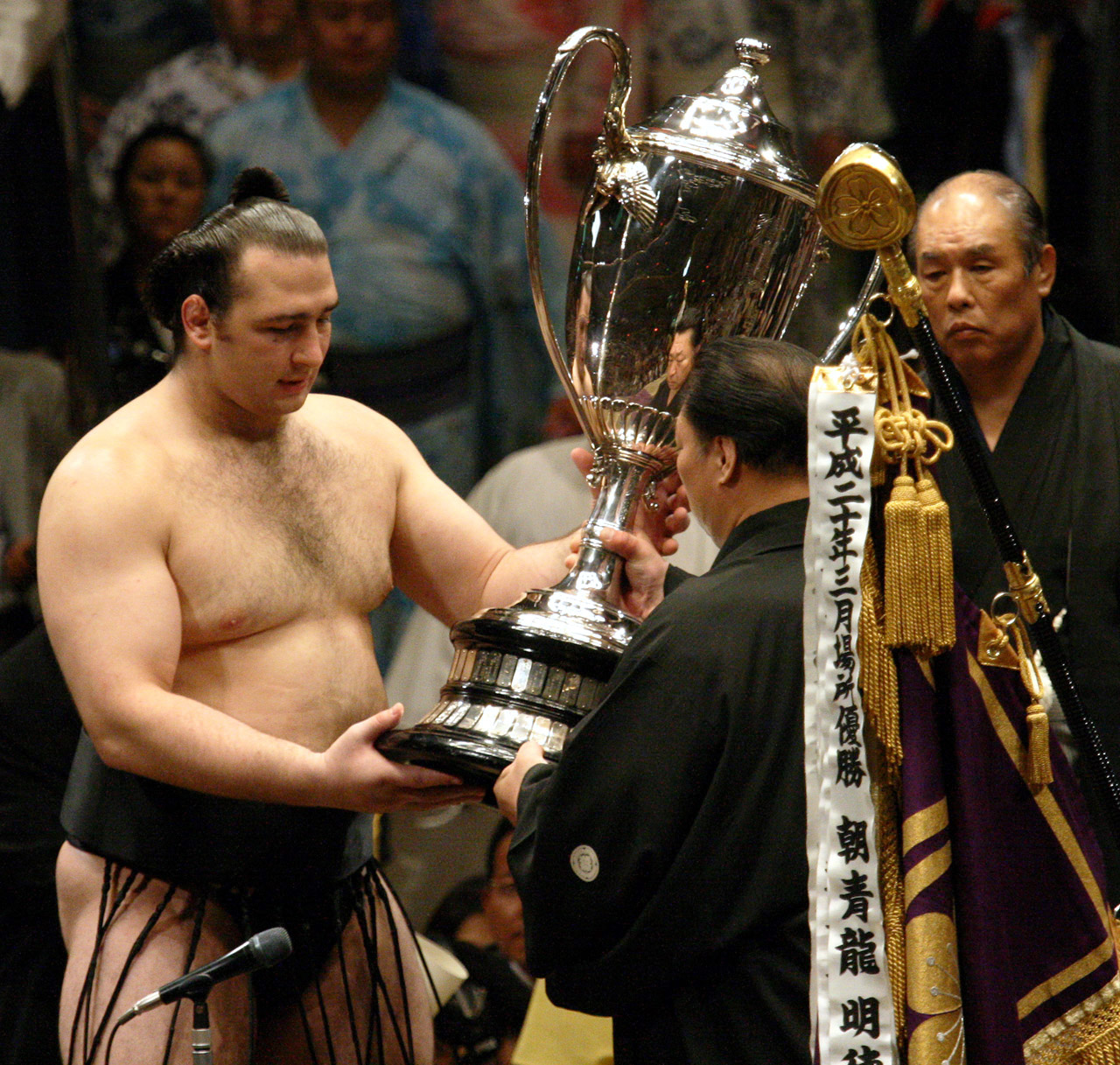
Kotoōshū, al haber obtenido el yūshō de mayo de 2008. En sus manos recibe la Copa del Emperador.

Desde junio de 1909 hasta octubre de 1931 y desde enero de 1940 hasta julio de 1947, también hubo un grupo de competición llamado Tōzai-sei (東西制). Los luchadores estaban divididos en dos equipos, Este y Oeste, y el premio era otorgado al equipo que obtuviese el mejor registro de combates.
Como se ha mencionado anteriormente, todas las seis divisiones del sumo tienen su propio campeonato, siendo las dos más altas las que, de por lejos, reciben más atención. Consecuentemente, en adición al premio monetario, los ganadores del yūshō en la primera división (makuuchi) reciben la Copa del Emperador (天皇賜杯, Tennō shihai). Este trofeo fue donado en un principio por el emperador Hirohito en 1925, el cual era ávido fan del sumo, con el nombre de Copa del Príncipe Regente (摂政宮賜杯, Sesshō-no-miya shihai). Más adelante, el nombre fue cambiado al que tiene actualmente tras la ascensión de Hirohito al trono del emperador en diciembre de 1926. También existe un estandarte con los nombres de los campeones pasados. Ambos premios son presentados por el presidente de la Asociación Japonesa de Sumo. Otros premios y trofeos son otorgados por autoridades de gobiernos prefectorales y extranjeros, así como también representantes de empresas. Por varios años, el Presidente de Francia Jacques Chirac, un entusiasta del sumo, donó algunos trofeos. El luchador ganador recibe una réplica de los trofeos los cuales se puede quedar para sí. En julio de 2010, y en mayo de 2011, ni la Copa del Emperador, ni alguno de los otros premios fueron otorgados debido al surgimiento de controversias relacionadas a apuestas ilegales y arreglos de combates respectivamente. Sin embargo, en ambos casos los yūshō siguieron siendo oficiales y por lo tanto fueron tomados en cuenta para los registros de los luchadores.
Un registro invicto de 15-0 es conocido como zenshō-yūshō y es relativamente raro de ver; la gran mayoría de los yūshō se han obtenido con registros de 14-1 o 13-2. El luchador con la mayor cantidad de yūshō en la división más alta es Hakuhō con un total de 45, seguido de Taihō con 32, y Chiyonofuji con 31. Futabayama obtuvo 12 yūshō en una era donde solamente se organizaban dos torneos anualmente.
El primer luchador extranjero en obtener un yūshō en la división más alta fue el hawaino Takamiyama Daigorō en junio de 1972. No hubo otros campeones extranjeros hasta la llegada de Konishiki Yasokichi el cual obtuvo su primer campeonato en noviembre de 1989. Sin embargo, debido al dominio sin precedentes de luchadores extranjeros en los últimos años, liderado principalmente por los yokozuna mongoles Asashōryū y Hakuhō, no hubo campeones nacidos en Japón entre Tochiazuma Daisuke en enero de 2006 y Kotoshōgiku en enero de 2016. En la actualidad, se ha vuelto a ver múltiples campeones japoneses.

## Eliminatorias
Desde 1947, un sistema de eliminatoria (kettei-sen) ha sido implementado para determinar de manera definitiva el ganador del yūshō en el caso de que dos o más luchadores hayan finalizado con un registro de combates idéntico. Hasta entonces, el yūshō era otorgado al luchador que tuviese el rango más alto en su división, ya que se presumía que estos habían tenido a los oponentes con mejor calidad, sin embargo, esto causó una controversia en 1928, cuando el ōzeki Hitachiiwa fue elegido por encima del maegashira Misugiiso a pesar del hecho de que una de sus victorias había sido por default. También hubo críticas similares cuando le negaron el campeonato al nuevo maegashira Chiyonoyama en noviembre de 1945, a pesar de haber ganado todos sus combates.
Las eliminatorias con más de dos luchadores son bastante comunes en las divisiones más bajas, sin embargo, estas solo han ocurrido en pocas ocasiones en la división máxima. Las eliminatorias triples ocurrieron tres veces durante los años 90, una eliminatoria cuádruple ocurrió en 1997 y una única y bastante rara eliminatoria quíntuple ocurrió en 1996. En estos casos, se realizan sorteos para decidir quien peleará contra quien, siendo que el primer luchador que consiga dos victorias consecutivas se lleva el yūshō. Las eliminatoria son las únicas ocasiones en donde los luchadores de un mismo establo (o heya) pueden combatir cara a cara entre sí. Los luchadores que más han participado en eliminatorias del makuuchi son Takanohana II con 10, (ganó cinco, perdió cinco) y Hakuhō con 10 (ganó seis, perdió cuatro). Chiyonofuji tiene el mayor porcentaje de victorias, con un registro de eliminatorias perfecto de 6-0.